# Christophe Lallet
Christophe Lallet, född 25 juli 1986 i Stockholm, är en svensk före detta fotbollsspelare som under sin karriär spelade för bland andra Degerfors IF och Hammarby IF.
Han är även musiker och har släppt åtta låtar.

## Karriär
Christophe Lallets moderklubb är IF Brommapojkarna. Han spelade för Degerfors IF åren 2008-2011. Därefter spelade han för Hammarby IF mellan åren 2012 och 2013.
Den 8 januari 2014 skrev han på för Tampa Bay Rowdies. Den 1 augusti 2014 skrev han på för IK Frej för resten av säsongen 2014.
Den 1 februari 2016 meddelade Christophe Lallet att han beslutat sig för att avsluta sin fotbollskarriär.
Han blev 2021 huvudtränare för FC Gutes A-lag. Den 9 juni 2025 blev det känt att Lallet lämnar sitt uppdrag som huvudtränare för FC Gutes A-lag. Klubben meddelade att Lallet gjort stort skillnad för klubben FC Gute och att beslutet var ömsesidigt.